# Pinangwān
Pinangwān är en ort i Indien.   Den ligger i delstaten Haryana, i den norra delen av landet, 80 km söder om huvudstaden New Delhi. Pinangwān ligger 201 meter över havet och antalet invånare är 12 612.
Terrängen runt Pinangwān är platt. Runt Pinangwān är det tätbefolkat, med 683 invånare per kvadratkilometer. Närmaste större samhälle är Fīrozpur Jhirka, 19,5 km sydväst om Pinangwān. Trakten runt Pinangwān består till största delen av jordbruksmark.